# Le Favril (Eure)
Le Favril település Franciaországban, Eure megyében. Lakosainak száma 183 fő (2022. január 1.). Le Favril Bazoques, Épreville-en-Lieuvin, Folleville, Giverville, Heudreville-en-Lieuvin és Saint-Aubin-de-Scellon községekkel határos.

## Népesség
A település népességének változása:
| Lakosok száma | 191  | 146  | 141  | 164  | 177  | 174  | 170  | 166  | 171  | 183  |
|               | 1968 | 1982 | 1990 | 2006 | 2013 | 2015 | 2017 | 2019 | 2020 | 2022 |